# 미로데나필
미로데나필(Mirodenafil)은 PDE5 억제제 계열의 약물로 엠빅스정(미로데나필 염산염 56.9mg,113.8mg)과 엠빅스에스 구강붕해필름 50mg(미로데나필 50mg)의 상품명으로 출시되어 있다. 엠빅스정 100mg은 국내 신약 13호로 개발되어 식품의약품안전청으로부터 2007년 7월에 허가를 획득하였다. 엠빅스에스 구강붕해필름 50mg은 발기부전치료제로는 세계 최초로 필름형 제제로 허가를 얻어 2011년 12월에 출시되었다.
여러 임상 시험이 진행되었으나 미로데나필은 미국 식품의약국에 의해 미국에서의 사용이 승인되지 않았다.

## 작용기전
cGMP-특이적인 PDE5에 대하여 선택적, 가역적 억제제로 성적 자극이 국소적으로 산화질소(NO)의 방출을 일으킬 때, 엠빅스에 의한 PDE5의 억제가 해면체에서 cGMP의 수치를 증가시킨다. 이것은 평활근 이완과 음경조직으로의 혈액 유입을 가져옴으로써 발기(erection)을 일으킨다.

## 용법 용량
- :엠빅스정

성인 남성에서 예상되는 성행위 약 1시간전에 권장용량 50 또는 100mg을 1일 1회 투여하며, 경우에 따라서는 성행위 4시간전에서 30분전에 투여하여도 된다. 유효성과 내약성에 따라 용량을 증감할 수 있으며 최대 권장 투여회수는 1일 1회이다.
- :엠빅스에스 구강붕해필름 50mg

성인남성에서 예상되는 성행위 약 1시간 전에 권장용량 50mg 또는 100mg을 1일 1회 혀 위에 놓고 녹여서 물 없이 투여하며, 경우에 따라서는 성행위 4시간 전에서 30분 전에 투여하여도 된다. 유효성과 내약성에 따라 용량을 최대 100mg까지 증감할 수 있으며 최대권장투여 횟수는 1일 1회이다.